# 1918 في البرازيل
فيما يلي قوائم الأحداث التي وقعت خلال عام 1918 في البرازيل.

## سياسة

### تعيين في المنصب
- 15 نوفمبر – ديلفيم موريرا رئيس البرازيل.

### انتهاء فترة المنصب
- 15 نوفمبر – فينسيسلاو براس رئيس البرازيل.

## ظهور
- 1 يناير – كايبيرينيا

## مواليد

### يناير
- 15 يناير – جواو فيغيريدو

### مارس
- 1 مارس – جواو غولار